# روبرتو برونتو
روبرتو برونتو (انگلیسی: Roberto Brunetto؛ زادهٔ ۷ نوامبر ۱۹۵۵) بازیکن فوتبال اهل آرژانتین است.